# Yoriko Okamoto
Yoriko Okamoto (en japonés: 岡本依子, Okamoto Yoriko; Kadoma, 6 de septiembre de 1971) es una deportista japonesa que compitió en taekwondo.
Participó en tres Juegos Olímpicos de Verano, entre los años 2000 y 2008, obteniendo una medalla de bronce en Sídney 2000, en la categoría de –67 kg. En los Juegos Asiáticos de 1998 consiguió una medalla de bronce.
Ganó cuatro medallas en el Campeonato Asiático de Taekwondo entre los años 1994 y 2006.

## Palmarés internacional
| Juegos Olímpicos    | Juegos Olímpicos             | Juegos Olímpicos  | Juegos Olímpicos |
| Año                 | Lugar                        | Medalla           | Categoría        |
| ------------------- | ---------------------------- | ----------------- | ---------------- |
| 2000                | Sídney (Australia)           | Medalla de bronce | –67 kg           |
| Juegos Asiáticos    |                              |                   |                  |
| Año                 | Lugar                        | Medalla           | Categoría        |
| 1998                | Bangkok (Tailandia)          | Medalla de bronce | –60 kg           |
| Campeonato Asiático |                              |                   |                  |
| Año                 | Lugar                        | Medalla           | Categoría        |
| 1994                | Manila (Filipinas)           | Medalla de plata  | –65 kg           |
| 1996                | Melbourne (Australia)        | Medalla de plata  | –65 kg           |
| 1998                | Ciudad Ho Chi Minh (Vietnam) | Medalla de bronce | –65 kg           |
| 2006                | Bangkok (Tailandia)          | Medalla de bronce | –67 kg           |